# シャルロット・ルッツ
シャルロット・ルッツ（Charlotte Lutz、2005年5月17日 - ）は、フランスの女子卓球選手。姉は卓球選手のカミーユ・ルッツ。

## 経歴
2022年ヨーロッパ卓球選手権と第56回世界卓球選手権団体戦のフランス代表に選出された。
2023年9月のヨーロッパ卓球選手権団体戦で3位入賞に貢献。
2024年2月の第57回世界卓球選手権団体戦では、準決勝で中国に敗れ3位。フランスの銅メダル獲得は1991年以来33年ぶり。
2024年パリオリンピックの女子団体にフランス代表として出場するも、1回戦でタイに敗れた。